# 채텀 하우스 룰

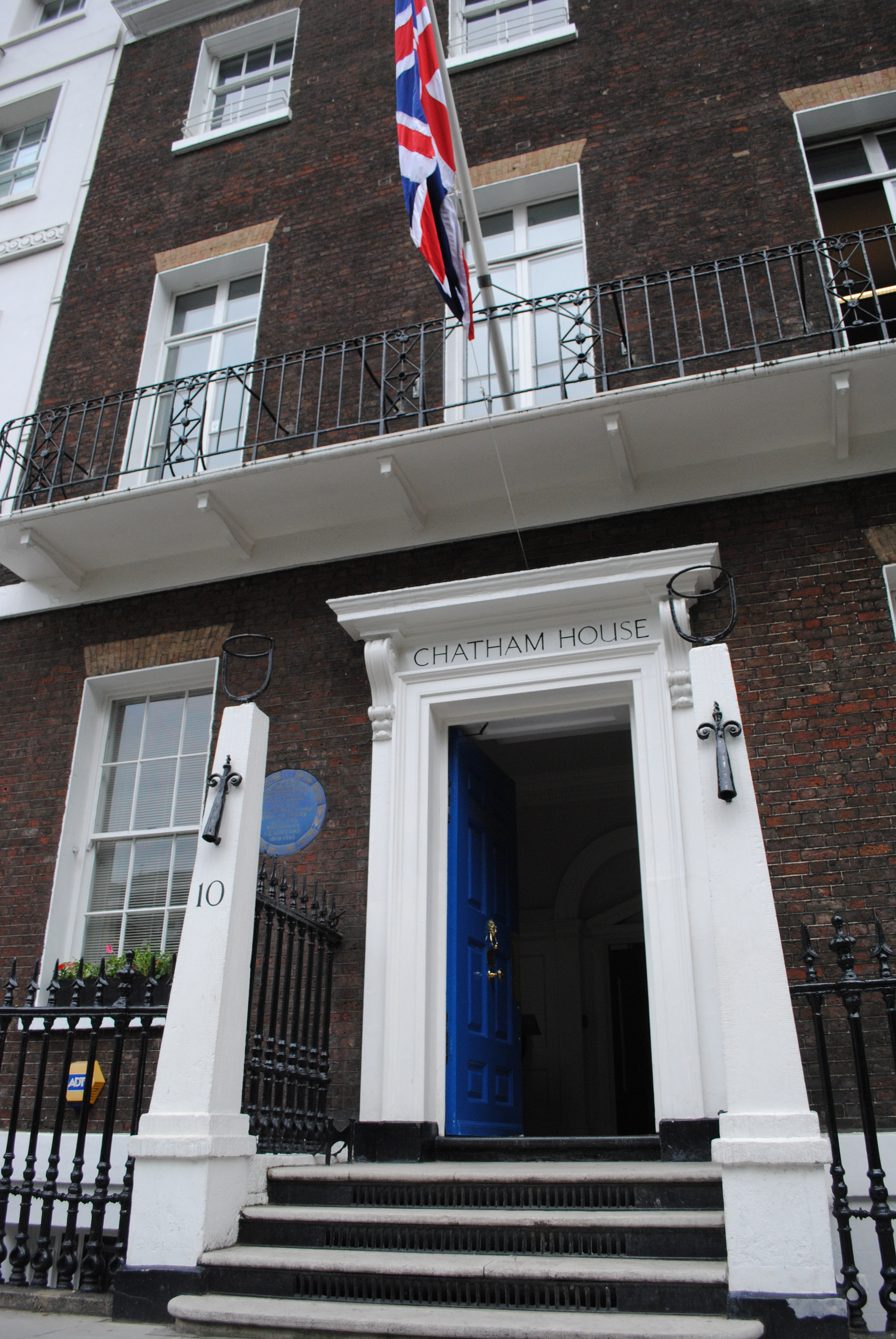
왕립 국제 문제 연구소

채텀 하우스 룰(Chatham House Rule)에 따르면, 회의에 참석하는 사람은 누구나 토론 내용을 자유롭게 사용할 수 있지만, 특정 발언을 한 사람이 누구인지는 밝힐 수 없다. 토론의 개방성을 높이기 위해 고안되었다. 이 규칙은 1927년 6월 이 규칙이 시작된 왕립 국제 문제 연구소(Royal Institute of International Affairs) 런던 본부의 이름을 따서 논란이 되는 주제에 대해 토론과 토론 패널을 개최하는 제도이다.

## 규칙
이 규칙은 1927년에 작성되어 1992년에 개정되었다. 2002년에 가장 최근에 개정된 이후 이 규칙에는 다음과 같은 내용이 명시되어 있다.
채텀 하우스 룰에 따라 회의 또는 그 일부가 열릴 때 참가자는 수신된 정보를 자유롭게 사용할 수 있지만 발표자 또는 다른 참가자의 신원이나 소속은 공개될 수 없다.
'채텀 하우스 룰'의 복수형 'Chatham House Rules'으로 표기하지만 채텀 하우스에서는 규칙이 하나 뿐이므로 단수형을 사용해야 한다고 명시한다.

## 같이 보기
- 소스 (언론)